# Miami Open 2012 - Qualificazioni singolare femminile
Le qualificazioni del singolare femminile del Miami Open 2012 sono state un torneo di tennis preliminare per accedere alla fase finale della manifestazione. I vincitori dell'ultimo turno sono entrati di diritto nel tabellone principale. In caso di ritiro di uno o più giocatori aventi diritto a questi sono subentrati i lucky loser, ossia i giocatori che hanno perso nell'ultimo turno ma che avevano una classifica più alta rispetto agli altri partecipanti che avevano comunque perso nel turno finale.

## Giocatrici

### Teste di serie
1. Kateryna Bondarenko (qualificata)
2. Anne Keothavong (primo turno)
3. Hsieh Su-wei (ultimo turno)
4. Vera Duševina (qualificata)
5. Varvara Lepchenko (ultimo turno)
6. Aleksandra Panova (primo turno)
7. Urszula Radwańska (qualificata)
8. Ol'ga Govorcova (primo turno)
9. Stéphanie Foretz Gacon (qualificata)
10. Sloane Stephens (qualificata)
11. Stéphanie Dubois (primo turno)
12. Mandy Minella (ultimo turno)

1. Patricia Mayr-Achleitner (primo turno)
2. Edina Gallovits-Hall (primo turno)
3. Nina Bratčikova (primo turno)
4. Arantxa Rus (ultimo turno)
5. Jamie Hampton (qualificata)
6. Irina Falconi (primo turno)
7. Anastasija Rodionova (ultimo turno)
8. Kai-Chen Chang (ritirata, primo turno)
9. Lara Arruabarrena-Vecino (primo turno)
10. Eva Birnerová (qualificata)
11. Alla Kudrjavceva (primo turno)
12. Valerija Savinych (qualificata)

### Qualificate
1. Alizé Cornet
2. Madison Keys
3. Eva Birnerová
4. Jamie Hampton
5. Misaki Doi
6. Urszula Radwańska

1. Vera Duševina
2. Kateryna Bondarenko
3. Stéphanie Foretz Gacon
4. Valerija Savinych
5. Sloane Stephens
6. Melinda Czink

## Tabellone qualificazioni

### Legenda
| - Q = Qualificato - WC = Wild card - LL = Lucky loser | - ALT = Alternate - SE = Special Exempt - PR = Protected Ranking | - w/o = Walkover - r = Ritirato - d = Squalificato |

### 1ª sezione
|  | Primo turno | Primo turno              | Primo turno              | Primo turno | Primo turno |  |  | Ultimo turno | Ultimo turno        | Ultimo turno | Ultimo turno | Ultimo turno |  |
|  |             |                          |                          |             |             |  |  |              |                     |              |              |              |  |
|  | 1           | Kateryna Bondarenko      | Kateryna Bondarenko      | 6           | 6           |  |  |              |                     |              |              |              |  |
|  | WC          | Naomi Broady             | Naomi Broady             | 3           | 0           |  |  | 1            | Kateryna Bondarenko | 4            | 6            | 6            |  |
|  |             | Mirjana Lučić            | Mirjana Lučić            | 6           | 7           |  |  |              | Mirjana Lučić       | 6            | 2            | 4            |  |
|  | 21          | Lara Arruabarrena-Vecino | Lara Arruabarrena-Vecino | 4           | 6           |  |  |              |                     |              |              |              |  |

### 2ª sezione
|  | Primo turno | Primo turno     | Primo turno     | Primo turno | Primo turno |  |  | Ultimo turno | Ultimo turno | Ultimo turno | Ultimo turno | Ultimo turno |  |
|  |             |                 |                 |             |             |  |  |              |              |              |              |              |  |
|  | 2           | Anne Keothavong | Anne Keothavong | 4           | 3           |  |  |              |              |              |              |              |  |
|  |             | Misaki Doi      | Misaki Doi      | 6           | 6           |  |  |              | Misaki Doi   | Misaki Doi   | 7            | 6            |  |
|  | WC          | Caroline Garcia | 6               | 3           | 1           |  |  | 16           | Arantxa Rus  | Arantxa Rus  | 64           | 2            |  |
|  | 16          | Arantxa Rus     | 2               | 6           | 6           |  |  |              |              |              |              |              |  |

### 3ª sezione
|  | Primo turno | Primo turno        | Primo turno     | Primo turno | Primo turno |  |  | Ultimo turno | Ultimo turno | Ultimo turno | Ultimo turno | Ultimo turno |  |
|  |             |                    |                 |             |             |  |  |              |              |              |              |              |  |
|  | 3           | Hsieh Su-wei       | 7               | 2           | 6           |  |  |              |              |              |              |              |  |
|  |             | Akgul Amanmuradova | 5               | 6           | 1           |  |  | 3            | Hsieh Su-wei | 3            | 7            | 4            |  |
|  |             | Alizé Cornet       | Alizé Cornet    | 6           | 6           |  |  |              | Alizé Cornet | 6            | 5            | 6            |  |
|  | 15          | Nina Bratčikova    | Nina Bratčikova | 2           | 3           |  |  |              |              |              |              |              |  |

### 4ª sezione
|  | Primo turno | Primo turno      | Primo turno      | Primo turno | Primo turno |  |  | Ultimo turno | Ultimo turno  | Ultimo turno  | Ultimo turno | Ultimo turno |  |
|  |             |                  |                  |             |             |  |  |              |               |               |              |              |  |
|  | 4           | Vera Duševina    | Vera Duševina    | 6           | 6           |  |  |              |               |               |              |              |  |
|  | WC          | Lauren Davis     | Lauren Davis     | 3           | 1           |  |  | 4            | Vera Duševina | Vera Duševina | 6            | 6            |  |
|  |             | Yung-Jan Chan    | Yung-Jan Chan    | 6           | 6           |  |  |              | Yung-Jan Chan | Yung-Jan Chan | 3            | 3            |  |
|  | 23          | Alla Kudrjavceva | Alla Kudrjavceva | 1           | 4           |  |  |              |               |               |              |              |  |

### 5ª sezione
|  | Primo turno | Primo turno       | Primo turno | Primo turno | Primo turno |  |  | Ultimo turno | Ultimo turno      | Ultimo turno      | Ultimo turno | Ultimo turno |  |
|  |             |                   |             |             |             |  |  |              |                   |                   |              |              |  |
|  | 5           | Varvara Lepchenko | 7           | 67          | 6           |  |  |              |                   |                   |              |              |  |
|  |             | Alison Riske      | 5           | 7           | 2           |  |  | 5            | Varvara Lepchenko | Varvara Lepchenko | 3            | 2            |  |
|  |             | Stefanie Vögele   | 5           | 1           | r           |  |  | 24           | Valerija Savinych | Valerija Savinych | 6            | 6            |  |
|  | 24          | Valerija Savinych | 7           | 3           |             |  |  |              |                   |                   |              |              |  |

### 6ª sezione
|  | Primo turno | Primo turno              | Primo turno              | Primo turno | Primo turno |  |  | Ultimo turno  | Ultimo turno  | Ultimo turno  | Ultimo turno | Ultimo turno |  |
|  |             |                          |                          |             |             |  |  |               |               |               |              |              |  |
|  | 6           | Aleksandra Panova        | Aleksandra Panova        | 3           | 63          |  |  |               |               |               |              |              |  |
|  |             | Laura Robson             | Laura Robson             | 6           | 7           |  |  | Laura Robson  | Laura Robson  | Laura Robson  | 64           | 2            |  |
|  |             | Melinda Czink            | Melinda Czink            | 6           | 6           |  |  | Melinda Czink | Melinda Czink | Melinda Czink | 7            | 6            |  |
|  | 13          | Patricia Mayr-Achleitner | Patricia Mayr-Achleitner | 4           | 4           |  |  |               |               |               |              |              |  |

### 7ª sezione
|  | Primo turno | Primo turno       | Primo turno | Primo turno | Primo turno |  |  | Ultimo turno | Ultimo turno      | Ultimo turno | Ultimo turno | Ultimo turno |  |
|  |             |                   |             |             |             |  |  |              |                   |              |              |              |  |
|  | 7           | Urszula Radwańska | 3           | 6           | 6           |  |  |              |                   |              |              |              |  |
|  |             | Evgenija Rodina   | 6           | 1           | 2           |  |  | 7            | Urszula Radwańska | 4            | 7            | 6            |  |
|  |             | Andrea Hlaváčková | 6           |             |             |  |  |              | Andrea Hlaváčková | 6            | 5            | 1            |  |
|  | 20          | Kai-Chen Chang    | 2           | 1           | r           |  |  |              |                   |              |              |              |  |

### 8ª sezione
|  | Primo turno | Primo turno          | Primo turno          | Primo turno | Primo turno |  |  | Ultimo turno | Ultimo turno         | Ultimo turno | Ultimo turno | Ultimo turno |  |
|  |             |                      |                      |             |             |  |  |              |                      |              |              |              |  |
|  | 8           | Ol'ga Govorcova      | 3                    | 7           | 4           |  |  |              |                      |              |              |              |  |
|  | WC          | Madison Keys         | 6                    | 5           | 6           |  |  | WC           | Madison Keys         | 2            | 6            | 6            |  |
|  |             | Lesja Curenko        | Lesja Curenko        | 2           | 4           |  |  | 19           | Anastasija Rodionova | 6            | 1            | 4            |  |
|  | 19          | Anastasija Rodionova | Anastasija Rodionova | 6           | 6           |  |  |              |                      |              |              |              |  |

### 9ª sezione
|  | Primo turno | Primo turno            | Primo turno | Primo turno | Primo turno |  |  | Ultimo turno | Ultimo turno           | Ultimo turno           | Ultimo turno | Ultimo turno |  |
|  |             |                        |             |             |             |  |  |              |                        |                        |              |              |  |
|  | 9           | Stéphanie Foretz Gacon | 6           | 3           | 7           |  |  |              |                        |                        |              |              |  |
|  |             | Yvonne Meusburger      | 2           | 6           | 62          |  |  | 9            | Stéphanie Foretz Gacon | Stéphanie Foretz Gacon | 6            | 6            |  |
|  |             | Aravane Rezaï          | 6           | 3           | 7           |  |  |              | Aravane Rezaï          | Aravane Rezaï          | 4            | 3            |  |
|  | 14          | Edina Gallovits-Hall   | 2           | 6           | 5           |  |  |              |                        |                        |              |              |  |

### 10ª sezione
|  | Primo turno | Primo turno     | Primo turno     | Primo turno | Primo turno |  |  | Ultimo turno | Ultimo turno    | Ultimo turno    | Ultimo turno | Ultimo turno |  |
|  |             |                 |                 |             |             |  |  |              |                 |                 |              |              |  |
|  | 10          | Sloane Stephens | Sloane Stephens | 6           | 6           |  |  |              |                 |                 |              |              |  |
|  | WC          | Indy de Vroome  | Indy de Vroome  | 1           | 3           |  |  | 10           | Sloane Stephens | Sloane Stephens | 6            | 6            |  |
|  |             | Sania Mirza     | Sania Mirza     | 7           | 6           |  |  |              | Sania Mirza     | Sania Mirza     | 2            | 4            |  |
|  | 18          | Irina Falconi   | Irina Falconi   | 64          | 0           |  |  |              |                 |                 |              |              |  |

### 11ª sezione
|  | Primo turno | Primo turno           | Primo turno | Primo turno | Primo turno |  |  | Ultimo turno | Ultimo turno          | Ultimo turno          | Ultimo turno | Ultimo turno |  |
|  |             |                       |             |             |             |  |  |              |                       |                       |              |              |  |
|  | 11          | Stéphanie Dubois      | 6           | 4           | 0           |  |  |              |                       |                       |              |              |  |
|  | WC          | Anastasija Pivovarova | 1           | 6           | 6           |  |  | WC           | Anastasija Pivovarova | Anastasija Pivovarova | 4            | 3            |  |
|  |             | Kristina Barrois      | 2           | 6           | 5           |  |  | 22           | Eva Birnerová         | Eva Birnerová         | 6            | 6            |  |
|  | 22          | Eva Birnerová         | 6           | 2           | 7           |  |  |              |                       |                       |              |              |  |

### 12ª sezione
|  | Primo turno | Primo turno       | Primo turno       | Primo turno | Primo turno |  |  | Ultimo turno | Ultimo turno  | Ultimo turno  | Ultimo turno | Ultimo turno |  |
|  |             |                   |                   |             |             |  |  |              |               |               |              |              |  |
|  | 12          | Mandy Minella     | Mandy Minella     | 6           | 6           |  |  |              |               |               |              |              |  |
|  |             | Sesil Karatančeva | Sesil Karatančeva | 4           | 3           |  |  | 12           | Mandy Minella | Mandy Minella | 3            | 2            |  |
|  |             | Paula Ormaechea   | Paula Ormaechea   | 4           | 3           |  |  | 17           | Jamie Hampton | Jamie Hampton | 6            | 6            |  |
|  | 17          | Jamie Hampton     | Jamie Hampton     | 6           | 6           |  |  |              |               |               |              |              |  |